# سیارک ۱۴۸۸۸
سیارک ۱۴۸۸۸ (به انگلیسی: 14888 Kanazawashi، نامگذاری:1991SN1) چهارده هزار و هشتصد و هشتاد و هشتمین سیارک کشف شده‌است که در ۳۰ سپتامبر ۱۹۹۱ کشف شد.
قدر مطلق سیارک برابر ۱۷.۸ است.